# Большая Игра (деревня)
Большая Игра — деревня в Красногорском районе Удмуртской республики.

## География
Находится в северо-западной части Удмуртии на расстоянии приблизительно 4 км на восток-юго-восток по прямой от районного центра села Красногорское.

## История
Известна с 1873 года как деревня Саля дальняя (Игра старая, Игра большая) с 22 дворами. В 1905 году (Дальняя Саля или Старая Игра) 39 дворов, в 1920 (уже Игра Большая) − 53 (32 русских и 21 удмуртских), в 1924 — 46. Современное название с 1935 года. До 2021 года входила в состав Агрикольского сельского поселения.

## Население
Постоянное население составляло 173 человека (1873), 260 (1905), 291 (1924, все русские), 18 человек в 2002 году (русские 78 %), 10 в 2012.